# Walk On
«Walk On» (с англ. — «Не отступай») — песня ирландской рок-группы U2, четвёртый сингл из альбома All That You Can't Leave Behind. Композиция была вдохновлена судьбой Аун Сан Су Чжи — председателя Национальной Лиги за Демократию Бирмы, которая за свою демократическую деятельность находилась под домашним арестом в период с 1989 по 2010 год.
Песня была отмечена статуэткой «Грэмми» в номинации «Запись года» на 44-й церемонии премии, тем самым создав прецедент — исполнитель получил две награды в одной категории подряд, за песни из одного альбома (годом раньше U2 победили в той же категории с песней «Beautiful Day»).

## История
В марте 2000 года U2 получили награду «Свобода города Дублина» (Freedom of the City of Dublin), Аун Сан Су Чжи также была отмечена на этой церемонии, но она не могла присутствовать. Прежде группа никогда не слышала о Су Чжи, и вскоре музыканты проявили интерес к изучению её персоны. Группа узнала о борьбе за демократические свободы в Бирме, которая привела к домашнему аресту Су Чжи. «Walk On» была написана под впечатлением от её жизненного пути и была посвящена этой женщине. Песня написана в виде гимна поддержки, восхваляя активистку за её борьбу. Боно объяснил, что песня о: «благородстве и самопожертвовании, о желании делать то, что правильно, даже если ваше сердце говорит иначе». Он сравнивает тему песни с библейским посланием к Коринфянам.
Альбомная версия песни длится 4:55. Название альбома — строчка из «Walk On»: «Единственный багаж, который ты можешь взять с собой / то, что ты не можешь оставить позади». Первоначально «Walk On» состояла из двух разных песен, по словам Адама Клейтона: «они имели отличные риффы, но по отдельности звучали ужасно». В итоге группа объединила их и добавила аранжировку, которая образует «костяк» композиции.

Боно о строчке «то, что ты не можешь оставить позади»: 
Это песня о любви. Любовь, в высшем смысле этого слова — это единственное, что ты всегда можешь взять с собой, в своём сердце. В какой-то момент тебе придется потерять всё остальное, так или иначе.

## Список композиций
20 февраля 2001 года сингл был выпущен в Канаде, 19 ноября — в Европе, 26 ноября — в Австралии. На обложках использовалась одна и та же фотография, но с разными цветами. Здесь представлена европейская версия обложки. Для благотворительного альбома «Songs for Japan» была выпущена специальная версия песни.
| №  | Название                                 | Текст песни | Музыка | Длительность |
| -- | ---------------------------------------- | ----------- | ------ | ------------ |
| 1. | «Walk On» (edit)                         | Боно        | U2     | 4:23         |
| 2. | «Beautiful Day» (Live from Farmclub.com) | Боно        | U2     | 4:45         |
| 3. | «New York» (Live from Farmclub.com)      | Боно        | U2     | 5:59         |

| №  | Название                                    | Текст песни | Музыка | Длительность |
| -- | ------------------------------------------- | ----------- | ------ | ------------ |
| 1. | «Walk On» (edit)                            | Боно        | U2     | 4:23         |
| 2. | «Big Girls are Best»                        | Боно, Эдж   | U2     | 3:34         |
| 3. | «Beautiful Day» (Quincey and Sonance Remix) | Боно        | U2     | 7:56         |

| №  | Название                                            | Текст песни | Музыка | Длительность |
| -- | --------------------------------------------------- | ----------- | ------ | ------------ |
| 1. | «Walk On» (video version)                           | Боно        | U2     | 4:29         |
| 2. | «Where the Streets Have No Name» (Live from Boston) | Боно        | U2     | 6:02         |
| 3. | «Stay (Faraway, So Close!)» (Live from Toronto)     | Боно        | U2     | 5:39         |
| 4. | «Gone» (Live from Boston) (Australian bonus track)  | Боно, Эдж   | U2     | 5:04         |

| №  | Название                                                    | Текст песни | Музыка | Длительность |
| -- | ----------------------------------------------------------- | ----------- | ------ | ------------ |
| 1. | «Walk On» (single version)                                  | Боно        | U2     | 4:11         |
| 2. | «Stuck in a Moment You Can't Get Out Of» (acoustic version) | Боно, Эдж   | U2     | 3:42         |
| 3. | «Stuck in a Moment You Can't Get Out Of» (Video)            | Боно, Эдж   | U2     | 4:36         |
| 4. | «Elevation» (The Vandit Club Mix) (Australian bonus track)  | Боно        | U2     | 8:54         |

| №  | Название                                                    | Текст песни | Музыка | Длительность |
| -- | ----------------------------------------------------------- | ----------- | ------ | ------------ |
| 1. | «Walk On» (video version)                                   | Боно        | U2     | 4:28         |
| 2. | «Stuck in a Moment You Can't Get Out Of» (Acoustic Version) | Боно, Эдж   | U2     | 3:42         |

| №  | Название                                | Текст песни | Музыка | Длительность |
| -- | --------------------------------------- | ----------- | ------ | ------------ |
| 1. | «Walk On» (single version)              | Боно        | U2     | 4:11         |
| 2. | «4 x 30s Clips from Elevation 2001 DVD» |             |        | 2:01         |
| 3. | «Walk On» (video)                       | Боно        | U2     | 4:54         |

## Участники записи
- Боно — вокал, гитара
- Эдж — гитара, фортепиано, бэк-вокал
- Адам Клейтон — бас-гитара
- Ларри Маллен — ударные

## Хит-парады
| Хит-парад (2001)                           | Высшая позиция |
| ------------------------------------------ | -------------- |
| Австралия (ARIA)                           | 9              |
| Австрия (Ö3 Austria Top 40)                | 33             |
| Бельгия/Фландрия (Ultratip Bubbling Under) | 6              |
| Бельгия/Валлония (Ultratip Bubbling Under) | 3              |
| Canada (Nielsen SoundScan)                 | 1              |
| Дания (Tracklisten)                        | 12             |
| Финляндия (Suomen virallinen lista)        | 16             |
| Франция (SNEP)                             | 81             |
| Ireland (IRMA)                             | 7              |
| Италия (FIMI)                              | 3              |
| Германия (GfK)                             | 54             |
| Нидерланды (Dutch Top 40)                  | 10             |
| Норвегия (VG-lista)                        | 17             |
| Portugal (Billboard)                       | 1              |
| Испания (PROMUSICAE)                       | 2              |
| Швеция (Sverigetopplistan)                 | 55             |
| Швейцария (Schweizer Hitparade)            | 48             |
| UK Singles (The Official Charts Company)   | 5              |
| US Billboard Adult Top 40                  | 21             |
| US Billboard Mainstream Rock Tracks        | 19             |
| US Billboard Modern Rock Tracks            | 10             |